# Réacteur nucléaire de Shippingport
Le réacteur nucléaire de Shippingport est situé à proximité de la centrale nucléaire de Beaver Valley sur l'Ohio en Pennsylvanie à environ 35 km de Pittsburgh. C'est le premier réacteur à eau pressurisée à avoir produit de l'électricité, il a été mis en service le 2 décembre 1957, et maintenu en exploitation jusqu'en 1982.
Le réacteur était à l'origine un réacteur à eau pressurisée d'une puissance de 60 MWe dont la conception dérive directement du réacteur du premier sous-marin nucléaire Nautilus. L'amiral Hyman Rickover, père de la propulsion nucléaire navale américaine, en est le promoteur.
Deux objectifs étaient poursuivis à l'origine :
- préfigurer les réacteurs destinés à équiper les porte-avions de l'US Navy ;
- prototyper la production d'électricité à partir de la fission nucléaire.

Le réacteur est conçu pour utiliser de l'uranium enrichi à 93 % (les réacteurs de puissance les plus courants n'utilisent pas un enrichissement de plus de 5 % dans leur combustible).
Plusieurs années après sa mise en service (en 1977) il fut converti en réacteur à eau légère pressurisée surgénérateur (Pressurised Light-Water Breeder Reactor, PLWBR) capable du cycle thorium 232 uranium 233.

## Construction

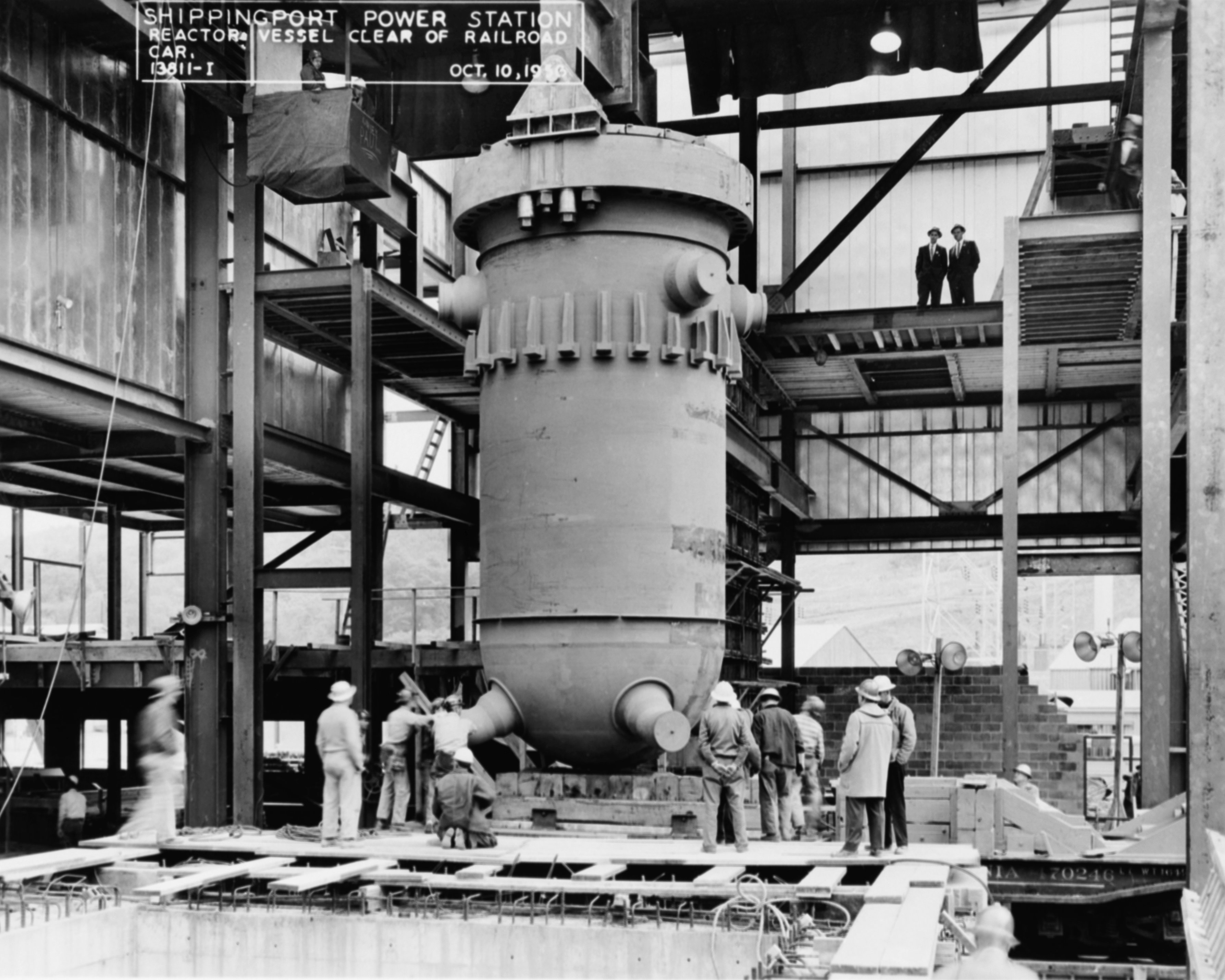
La cuve du réacteur de Shippingport lors de la construction

En 1953, le président américain Eisenhower prononça le discours intitulé Atoms for Peace (le nucléaire pour la paix) à l'Organisation des Nations unies. La production d'électricité nucléaire était une pierre angulaire de son projet.
Le premier réacteur nucléaire électrogène est mis en service dans la centrale nucléaire de Vallecitos le 3 août 1957. Il s'agit d'un réacteur à eau bouillante développé par General Electric.
Parallèlement, la US Navy a été chargée de travailler avec l'industrie de production d'électricité. Une proposition de la Duquesne Light Holdings, Inc (en) a été acceptée et la création des plans de la centrale nucléaire de Shippingport a pu démarrer.
Le réacteur a été mis en service à 4h30 le 2 décembre 1957. Le 18 décembre 1957, l'électricité fut injectée pour la première fois dans le réseau, et le réacteur fonctionna pour la première fois à la puissance nominale de 68 MWe le 23 décembre 1957. Eisenhower inaugura la centrale nucléaire de Shippingport le 26 mai 1958. La centrale fut construite en 32 mois pour 72,5 millions de dollars.
Ce réacteur a servi de modèle pour la conception et la construction de la centrale nucléaire de Yankee Rowe dans le Massachusetts, puis du 1er réacteur français à eau pressurisée (Chooz A, situé dans les Ardennes françaises), qui en est une copie environ 5 fois plus puissante (305 MWe) et qui a fonctionné de 1967 à 1991.

## Fonctionnement en surgénérateur
De 1977 à 1982, le réacteur de Shippingport a démontré la faisabilité expérimentale de la surgénération en spectre thermique. Il était équipé d'un cœur thorium-232/uranium-233. En effet, le thorium-232 est un élément fertile qui, s'il absorbe un neutron, se transforme en uranium-233 fissile en émettant deux rayons bêta. Pour favoriser cette réaction, le combustible uranium situé au cœur du réacteur a été entouré de couvertures fertiles au thorium.
Dans ces conditions, le réacteur a atteint un facteur de conversion (rapport, pour un intervalle de temps donné, du nombre de nucléides fissiles produits au nombre de nucléides fissiles détruits) de 1,014. Ce résultat n’a pu être obtenu que grâce à une réduction drastique des fuites et des captures stériles :
- sous-modération pour éviter les captures dans l’eau ;
- noyau nourricier mobile pour le contrôle de la réactivité.

Ce démonstrateur a servi d'indicateur sur la possibilité d’atteindre de hauts taux de conversion en réacteur à eau pressurisée.

## Démantèlement
Le 1er octobre 1982, le réacteur a été arrêté après 25 ans de fonctionnement. En septembre 1985, le démantèlement de l'installation débuta. Le coût du démantèlement de 98 millions de dollars (estimation de 1985) a été utilisé comme référence pour le démantèlement d'autres installations nucléaires.
Bien que le réacteur de Shippingport soit plus petit, il est de la même filière (réacteurs à eau pressurisée) que celle de la plupart des autres réacteurs nucléaires en exploitation dans le monde et le coût des démantèlements plus récents reste cohérent avec cette estimation si on tient compte des facteurs d'échelle entre installations.
Aux conditions économiques actuelles un réacteur de 60 MWe électrique serait construit pour un coût spécifique (coût du kWe installé) sensiblement trois fois plus élevé que celui d'un réacteur de 1 000 MWe soit donc grossièrement 10 000 $/kWe installé ce qui donne un coût total proche de 600 millions $. Le coût du démantèlement est généralement estimé de l'ordre de 15 % du coût de la construction neuve soit donc 90 millions de $.